# 쿼트로 컴필레이션
쿼트로(Quattro, 이탈리아어로 4를 의미)는 비디오 게임 시리즈 합본으로, 1990년대에 출시되었다. 파워 머신(Power Machines)를 제외하고 코드마스터가 개발하고 카메리카가 배급한 게임들로 이루어져 있다. NES 버전의 게임들은 멀티카트로 출시되었다.

## 쿼트로 스포츠
쿼트로 스포츠(Quattro Sports)는 코드마스터가 개발하고 닌텐도 엔터테인먼트 시스템(NES), 코모도어 64, 아미가용으로 출시된 비디오 게임이다. NES 버전은 닌텐도에 의해 라이선스되지 않았다. 4개의 스포츠 게임이 있다.
- 테니스 시뮬레이터(Tennis Simulator)
- BMX 시뮬레이터(BMX Simulator)
- 사커 시뮬레이터(Soccer Simulator)
- Baseball pros.

## 쿼트로 아케이드
쿼트로 아케이드(Quattro Arcade)는 4개의 플랫폼, 액션 비디오 게임의 모음으로, 1992년에 NES, 코모도어 64용으로 출시되었다. 다음으로 구성된다:
- CJs Elephant Antics: 뉴질랜드 스토리와 비슷한 플랫폼 게임
- Stunt Buggies: Rally-X와 비슷한 미로 운전 게임
- F16 Renegade: 진행형 슈팅 게임
- Go! Dizzy Go!: 디지 시리즈의 플랫폼 게임 일부.

## 쿼트로 어드벤처
쿼트로 어드벤처(Quattro Adventure)는 4개의 플랫폼, 액션 비디오 게임의 모음으로, 1993년에 NES, 코모도어 64용으로 출시되었다.
다음의 게임이 포함된다:
- Boomerang Kid
- Super Robin Hood
- Treasure Island Dizzy
- Linus Spacehead

## 쿼트로 코인 옵스
쿼트로 코인 옵스(Quattro Coin Ops )는
4개의 아케이드형 비디오 게임의 모음으로, 1991년에 암스트레드 CPC, 코모도어 64, ZX 스펙트럼용으로 출시되었다.
다음의 게임을 포함한다:
- Advanced Pinball Simulator
- Pub Trivia
- Fruit Machine Simulator
- 패스트 푸드

## 쿼트로 어드벤처 볼륨 2
쿼트로 어드벤처 볼륨 2(Quattro Adventures Vol. 2)는 4개의 플랫폼 액션 비디오 게임의 모음으로, 1990년에 아타리 ST용으로 출시되었다.
다음의 게임을 포함한다:
- Treasure Island Dizzy
- Little Puff in Dragonland
- The Sword and the Rose
- Spellfire the Sorcerer

## 쿼트로 디지 어드벤처 볼륨 10
쿼트로 디지 어드벤처(Quattro Dizzy Adventures)는 플랫폼 액션 비디오 게임의 하나로, 1990년에 암스트레드 CPC용으로 출시되었다.
다음의 게임을 포함한다:
- Treasure Island Dizzy
- 디지
- 패스트 푸드
- 판타지 월드 디지

## 쿼트로 파워 머신
쿼트로 파워 머신(Quattro Power Machines)은 4개의 드라이빙, 진행형 슈팅 게임의 모음으로, 1993년에 아미가, 아타리 ST용으로 출시되었다.
다음의 게임을 포함한다:
- Violator
- Nitro Boost Challenge
- Super Grand Prix
- Pro Powerboat Simulator